# کیلومتر مربع

کیلومتر مربع (به انگلیسی: Square kilometre) یکایی برای اندازه‌گیری سطح است و با km2 نشان داده می‌شود. یکای اصلی مساحت در SI، متر مربع است و کیلومترمربع مضربی ده‌دهی است از آن است. کیلومتر مربع از واحد فرعی اس‌آی است.
۱ کیلومتر مربع برابر است با:
- مساحت مربعی که اضلاعش هر کدام یک کیلومتر باشد.
- ۱٬۰۰۰٬۰۰۰ مترمربع
- ۱۰۰ هکتار
- ۰٫۳۸۶۱۰۲ مایل مربع

وارون:
- ۱ متر مربع =۰٫۰۰۰۰۰۱ کیلومتر مربع
- ۱ هکتار= ۰٫۰۱ کیلومتر مربع
- ۱می‌کنی مایل مربع = ۲٫۵۸۹۹۸۸ کیلومتر مربع